# Tà Mít
Tà Mít là một xã thuộc huyện Tân Uyên, tỉnh Lai Châu, Việt Nam.

## Lịch sử
Xã Tà Mít được thành lập vào năm 1962, trên cơ sở chia tách xã Đoàn Kết thành xã Tà Mít và xã Pha Mu thuộc huyện Than Uyên. Đến năm 2009, khi huyện Than Uyên tách thành huyện Than Uyên và huyện Tân Uyên thì xã Tà Mít thuộc huyện Tân Uyên.
Trung tâm xã Tà Mít đầu tiên đặt tại Cản Tong (một bãi đất tương đối bằng phẳng được hợp thành bởi 3 cánh đồng nhỏ khoảng 8 ha ven bờ sông Nậm Mu). Trụ sở làm việc là những túp liều tranh tre, vách nứa, đôi khi là ở những đám nương của nhân dân đã bỏ hoang.
Năm 1972, trung tâm xã được chuyển lên đặt tại bản Pắc Muôn, nơi sinh hoạt và làm việc của cán bộ là ở dưới gầm nhà sàn của dân.
Năm 1981, trung tâm xã chuyển lên đặt tại bản Tà Mít, nơi sinh hoạt và làm việc của cán bộ vẫn là ở dưới gầm nhà sàn của dân.
Năm 1990, trung tâm xã di chuyển xuống đặt tại bản Pắc Pu, nơi sinh hoạt và làm việc trong 2 năm đầu của cán bộ là ở dưới gầm sàn nhà dân.
Năm 1992, xã mua 1 căn nhà sàn 4 gian làm trụ sở làm việc.
Năm 1995, xã được Nhà nước đầu tư xây 1 nhà cấp 4 gồm 2 phòng làm việc và 1 phòng họp, xây 1 nhà cấp 4 gồm 4 gian là trạm y tế xã.
Năm 2004, trung tâm xã Tà Mít lại di chuyển xuống bản Phiêng Dường.

## Địa lý
Xã Tà Mít có diện tích 105 km², dân số năm 1999 là 3.033 người, mật độ dân số đạt 29 người/km², có 14 thôn bản với 4 dân tộc cùng chung sống: Khơ Mú, Thái, Dao, Mông. Trong đó dân tộc Khơ Mú chiếm 88%

## Kinh tế - xã hội
Kinh tế chủ yếu là sản xuất nông nghiệp, là canh tác lúa nương và chăn nuôi trâu, bò. Tuy nhiên từ năm 2006 xã Tà Mít nằm trong vùng lòng hồ thủy điện Huổi Quảng - Bản Chát. Trong 2 năm 2010 - 2011, xã Tà Mít thực hiện cuộc di dân tái định cư toàn diện, gồm 10 bản di chuyển ra khỏi địa bàn xã Tà Mít. Cụ thể, các bản Sài Lương, Tà Mít, Nà Kè chuyển sang tái định cư trên địa bàn xã Pắc Ta; các bản Pắc Ngùa, Phiền Dường (nay là Tân Dương), Pắc Pu chuyển sang tái định cư trên địa bàn xã Trung Đồng; các bản Pắc Sỏ A, Pắc Sỏ B (nay là bản Tân Hợp), Pắc Muôn (nay là bản Tân Muôn) chuyển sang tái định cư trên địa bàn thị trấn Tân Uyên; bản Pắc Pha (nay là Pắc Khoa) chyển sang tái định cư trên địa bàn xã Phúc Khoa thuộc huyện Tân Uyên, tỉnh Lai Châu.
Hiện nay xã Tà Mít còn lại 4 thôn bản thuộc diện di vén tại chỗ, còn lại 2 dân tộc gồm dân tộc Thái, chiếm 98% và còn lại là dân tộc Dao. Trung tâm xã được di chuyển vào khu vực dọc suối Nậm Sỏ thuộc các bản Ít Chom, Lồng Thàng.